# Canon EOS-1D Mark III
Canon EOS-1D Mark III — профессиональный цифровой зеркальный фотоаппарат серии EOS компании Canon. Фотоаппарат является продолжателем профессиональной репортёрской линейки EOS-1D.
Поступил в продажу в мае 2007 года, заменив Canon EOS-1D Mark II N. Получил награды TIPA Best DSLR Professional 2007 и EISA Professional Camera 2007-2008.

## Описание
Специально для новой камеры разработан миниатюрный Wi-Fi трансмиттер Canon WFT-E2, выполненный не как отдельное устройство с проводным соединением, а в виде приставного блока. Главным новшеством стала возможность настройки трансмиттера из меню камеры, а не от внешнего компьютера, как у WFT-E1 для предыдущих Canon EOS. Ещё одним прорывом стал режим Live View, дающий возможность наблюдать изображение на TFT-экране ЖК-дисплея. При этом запись видео не поддерживается.
Новая КМОП-матрица формата APS-H с разрешением 10,1 мегапикселей формирует файлы с максимальным размером 3888×2592 точек. От предыдущей модели камеру отличает увеличенный трёхдюймовый жидкокристаллический дисплей и новый литий-ионный аккумулятор LP—E4 повышенной ёмкости, несовместимый с предыдущим NP—E3. Новый аккумулятор характерного для всех последующих «единиц» форм-фактора, получил неофициальное название «короткий» из-за уменьшенной глубины. Возросла светочувствительность сенсора: теперь её диапазон расширен до 6400 ISO, а хорошее качество изображения достижимо при значениях до 2400.
Mark III — первый фотоаппарат Canon, использующий два новых процессора Digic III, которые обеспечивают высокую скорость съёмки до 10 кадров в секунду сериями до 110 кадров. Отличительной чертой модели является новый модуль автофокуса на основе унаследованной ещё от плёночного EOS-1V 45-точечной системы. Теперь кроме центральной точки фокусировки крестообразные датчики установлены ещё в 18, а остальные 26 точек по-прежнему оснащены линейными детекторами. Камера оборудована встроенной системой очистки матрицы для борьбы с загрязнением пылью.

## Дефекты модели
Сразу после начала продаж многие пользователи обнаружили ряд проблем, проявляющихся в неисправностях автофокуса, появлении посторонних полос на изображении, ошибках навигации меню и частых сообщениях «Error 99». Большинство проблем были быстро исправлены в новой прошивке, но недостатки автофокуса оказались неустранимы. При некоторых условиях съёмки скорость и точность фокусировки оказались значительно ниже, чем у предыдущих моделей.
Это проявилось только на светосильной длиннофокусной оптике с фокусным расстоянием более 300 мм. Расследование показало, что источником проблемы служит узел вспомогательного зеркала, устанавливавшийся в фотоаппаратах с серийными номерами от 501001 до 546561. Все непроданные экземпляры были отозваны производителем для замены узла, а на вновь выпускаемых устанавливался новый. На доработанных камерах работоспособность автофокуса улучшилась, но по-прежнему уступала более ранним моделям 1D Mark II .
Однако проблемы продолжали встречаться даже после перепрошивки фотоаппаратов, не прошедших доработку в сервис-центрах. Неисправности автофокуса обнаружились и в полнокадровой модели EOS-1Ds Mark III, вышедшей позднее. 3 марта 2009 года Canon выпустил новую прошивку и объявил о бесплатной калибровке автофокуса проданных фотоаппаратов по требованию клиента, при этом многие камеры в продаже на вторичном рынке так и не были исправлены.

## Совместимость
EOS-1D Mark III совместим со всеми объективами стандарта EF, давая за счёт размера матрицы кроп-фактор 1,3×. Кроме того, с фотоаппаратом полностью работоспособны все фотовспышки Canon Speedlite серии EX, с которыми камера поддерживает технологию E-TTL II.